# 쿡오시쿠도
쿡오시쿠도(Oxymycterus josei)는 비단털쥐과에 속하는 남아메리카 설치류이다. 우루과이 남부 지역에서만 발견되며, 습지와 습윤 초원지대, 관목 지대에서 서식한다. 일반명과 종소명은 미국 동물학자 쿡(Joseph “José” A. Cook)의 이름에서 유래했다.